# Coopérative internationale de recherche en matière de communication
 (avril 2021).
Si vous disposez d'ouvrages ou d'articles de référence ou si vous connaissez des sites web de qualité traitant du thème abordé ici, merci de compléter l'article en donnant les références utiles à sa vérifiabilité et en les liant à la section « Notes et références ».
La Coopérative internationale de recherche en matière de communication (CIRCOM) est une organisation internationale qui a pour but d'étudier de manière pratique, concrète et innovante les télévisions des régions d'Europe et de contribuer au développement de la culture et des identités régionales. Le secrétariat général du CIRCOM est situé à Strasbourg en France.

## Histoire
CIRCOM a été fondé en 1973 au Prix Italia à Venise par un petit groupe de professionnels de l'audiovisuel public, réunis autour de Pierre Schaeffer, alors membre du Haut Conseil de l'audiovisuel et directeur du service de recherche de l'ORTF France.
En 1983 à Lille naît CIRCOM Regional (Association européenne des télévisions régionales), après une prise de conscience du rôle futur de la télévision régionale dans la construction de l'idée européenne. Les membres fondateurs sont alors l'Allemagne, la Belgique, la France et l'Italie.

## Caractéristiques
La CIRCOM anime un réseau audiovisuel international de 376 télévisions de 38 pays.